# Kazuyoshi Funaki
Kazuyoshi Funaki (n. 27 aprilie 1975, Yoichi⁠(d), Prefectura Hokkaidō, Japonia) este un săritor cu schiurile ce a reprezentat Japonia, medaliat olimpic. A participat la 2 ediții ale Jocurilor Olimpice (1998, 2002) în care a câștigat două medalii de aur și o medalie de argint.